# مجلس جمهورية مقدونيا
مجلس جمهورية مقدونيا (بالمقدونية: Собрание на Република Македонија) هو هيئة تمثيلية والسلطة التشريعية العليا (البرلمان) في جمهورية مقدونيا.

## البنية
يتألف المجلس وفق الدستور من مجلس وحيد، عدد النواب فيه بين 120 و140 نائباً، ولكن جميع المجالس حتى سنة 2011 تألفت من 120 نائباً.
ينتخب المجلس بالتمثيل التناسبي للدوائر الانتخابية الست انتخاباً عاماً سرياً مباشراً لمدة أربع سنوات، ولا يمكن سحب صلاحيات النائب.
يترأس المجلس رئيس المجلس. يجتمع المجلس في العاصمة سكوبيه.

## الواجبات الأساسية
بين واجبات مجلس جمهورية مقدونيا وفق المادة 68 من الدستور:
- إقرار الدستور وتعديله؛
- إقرار القوانين وتفسيرها؛
- إقرار ميزانية الدولة والتقارير السنوية للميزانية؛
- المصادقة على الاتفاقيات الدولية؛
- إعلان الحرب وإقرار السلم؛
- اتخاذ القرارات حول تغيير حدود جمهورية مقدونيا؛
- اتخاذ القرارات حول تشكيل الوحدة مع دول أخرى أو الانسحاب منها؛
- انتخاب حكومة مقدونيا؛
- انتخاب قضاة المحكمة الدستورية لجمهورية مقدونيا؛
- إعلان العفو.

## وصلات خارجية
- الصفحة الرسمية لمجلس جمهورية مقدونيا (بالإنكليزية).